# Marcello Gazzola
Marcello Gazzola (Borgo Val di Taro, 3 aprile 1985) è un ex calciatore e osservatore calcistico italiano, di ruolo difensore o centrocampista.

## Caratteristiche tecniche
Viene impiegato principalmente nel ruolo di terzino su entrambe le fasce, ma all'occorrenza può agire anche come laterale destro di centrocampo.

## Carriera

### I primi anni in Serie C e la Serie A col Catania
Cresce nelle giovanili del Parma trasferendosi nell'agosto 2004 alla Sambenedettese, militante in Serie C1.
Nel gennaio 2006 passa al Venezia, disputando 2 gare in Serie C2 vince il campionato prima di trasferirsi, nello stesso mese dell'anno successivo, alla Torres, collezionando 14 presenze ed un gol nella stessa categoria.
Disputa la stagione 2007-2008 con la maglia del Catania, militante in Serie A, esordendo da titolare il 26 agosto 2007 nella prima giornata del massimo campionato italiano contro il Parma, sua ex squadra (2-2). Gioca sin dall'inizio anche la gara successiva, in casa contro il Genoa (0-0), mentre all'11ª giornata, sempre in casa contro l'Atalanta (1-2), entra in campo al 47'. Nel mese di gennaio prende parte anche a 2 gare di Coppa Italia, chiudendo poi la stagione con altre due presenze in coppa nazionale.

### Le esperienze in B con Avellino e Ascoli
Nella stagione 2008-2009 il Catania lo presta all'Avellino, con cui disputa 27 partite in Serie B.
Nella stagione 2009-2010 si trasferisce in comproprietà all'Ascoli, sempre in Serie B: comproprietà che viene confermata dalle due squadre anche per la stagione 2010-2011. Nel giugno 2011 la comproprietà viene risolta definitivamente a favore dell'Ascoli.

### Sassuolo
Il 16 gennaio 2012 passa a titolo definitivo al Sassuolo, con cui firma un contratto fino al 30 giugno 2014.
Il 21 gennaio 2012 segna al suo esordio con la maglia nero-verde, realizzando la rete del definitivo 4-2 contro il Vicenza. Il 18 maggio 2013 vince il campionato di Serie B, conquistando la promozione in Serie A con la squadra emiliana guidata da Eusebio Di Francesco.
Il 14 maggio 2016 fornisce l'assist per il definitivo 3-1 In Sassuolo-Inter a Matteo Politano. Il 28 luglio 2016 esordisce nelle coppe europee giocando titolare con la maglia del Sassuolo.
Il 29 giugno 2017 rinnova per un altro anno il suo contratto con il Sassuolo Calcio.

### Parma
Il 16 gennaio 2018 viene ceduto a titolo definitivo al Parma, facendo così ritorno dopo più di tredici anni nella società crociata, e firma un contratto fino al giugno 2019. Debutta nella partita del 27 gennaio, Parma-Novara vinta 3 a 0, e giocando per tutti i 90 minuti.
A fine anno la squadra ottiene la promozione in Serie A, e l'anno successivo, pur non essendo titolare, il 5 maggio 2019 segna la sua prima (e unica) rete in massima serie in occasione del 3-3 contro la Sampdoria.

### Empoli
Il 23 agosto del 2019 passa in prestito con diritto di riscatto all'Empoli. In totale con i toscani colleziona 10 presenze, l'ultima delle quali il 31 luglio 2020, nella vittoria esterna per 2-0 contro un già retrocesso Livorno, sua ultima presenza ufficiale in carriera.

### Ritiro
Tornato a Parma, il 21 ottobre 2020 annuncia il ritiro dal calcio giocato, all'età di 35 anni, rimanendo comunque nello staff dei ducali come scopritore di talenti.
In carriera ha totalizzato complessivamente 99 presenze ed una rete in Serie A e 193 presenze e 3 reti in Serie B.

## Dopo il ritiro
Nel settembre del 2024, dopo aver completato il corso specifico presso il Settore Tecnico della FIGC a Coverciano, Gazzola consegue la licenza UEFA A, che consente di guidare tutte le squadre giovanili (comprese le Primavera), tutte le squadre femminili e le prime squadre maschili fino alla Serie C inclusa.

## Statistiche

### Presenze e reti nei club
| Stagione              | Squadra               | Campionato            | Campionato | Campionato | Coppe nazionali | Coppe nazionali | Coppe nazionali | Coppe continentali | Coppe continentali | Coppe continentali | Altre coppe | Altre coppe | Altre coppe | Totale | Totale |
| Stagione              | Squadra               | Comp                  | Pres       | Reti       | Comp            | Pres            | Reti            | Comp               | Pres               | Reti               | Comp        | Pres        | Reti        | Pres   | Reti   |
| --------------------- | --------------------- | --------------------- | ---------- | ---------- | --------------- | --------------- | --------------- | ------------------ | ------------------ | ------------------ | ----------- | ----------- | ----------- | ------ | ------ |
| 2004-2005             | Sambenedettese        | C1                    | 5          | 0          | CI-C            | 0               | 0               | -                  | -                  | -                  | -           | -           | -           | 5      | 0      |
| 2005-gen. 2006        | Sambenedettese        | C1                    | 14         | 0          | CI+CI-C         | 1+0             | 0               | -                  | -                  | -                  | -           | -           | -           | 15     | 0      |
| Totale Sambenedettese | Totale Sambenedettese | Totale Sambenedettese | 19         | 0          |                 | 1               | 0               |                    | -                  | -                  |             | -           | -           | 20     | 0      |
| gen.-giu. 2006        | Venezia               | C2                    | 2          | 0          | -               | -               | -               | -                  | -                  | -                  | SL-C2       | 2           | 0           | 4      | 0      |
| 2006-gen. 2007        | Venezia               | C1                    | 0          | 0          | CI-C            | 2               | 0               | -                  | -                  | -                  | -           | -           | -           | 2      | 0      |
| Totale Venezia        | Totale Venezia        | Totale Venezia        | 2          | 0          |                 | 2               | 0               |                    | -                  | -                  |             | 2           | 0           | 6      | 0      |
| gen.-giu. 2007        | Torres                | C2                    | 14         | 1          | CI-C            | 0               | 0               | -                  | -                  | -                  | -           | -           | -           | 14     | 1      |
| 2007-2008             | Catania               | A                     | 3          | 0          | CI              | 4               | 0               | -                  | -                  | -                  | -           | -           | -           | 7      | 0      |
| 2008-2009             | Avellino              | B                     | 27         | 0          | CI              | 1               | 0               | -                  | -                  | -                  | -           | -           | -           | 28     | 0      |
| 2009-2010             | Ascoli                | B                     | 34         | 0          | CI              | 2               | 0               | -                  | -                  | -                  | -           | -           | -           | 36     | 0      |
| 2010-2011             | Ascoli                | B                     | 36         | 1          | CI              | 2               | 1               | -                  | -                  | -                  | -           | -           | -           | 38     | 2      |
| 2011-gen. 2012        | Ascoli                | B                     | 20         | 0          | CI              | 1               | 0               | -                  | -                  | -                  | -           | -           | -           | 21     | 0      |
| Totale Ascoli         | Totale Ascoli         | Totale Ascoli         | 90         | 1          |                 | 5               | 1               |                    | -                  | -                  |             | -           | -           | 95     | 2      |
| gen.-giu. 2012        | Sassuolo              | B                     | 15+2       | 1          | CI              | 0               | 0               | -                  | -                  | -                  | -           | -           | -           | 17     | 1      |
| 2012-2013             | Sassuolo              | B                     | 32         | 1          | CI              | 1               | 0               | -                  | -                  | -                  | -           | -           | -           | 33     | 1      |
| 2013-2014             | Sassuolo              | A                     | 25         | 0          | CI              | 1               | 0               | -                  | -                  | -                  | -           | -           | -           | 26     | 0      |
| 2014-2015             | Sassuolo              | A                     | 17         | 0          | CI              | 2               | 0               | -                  | -                  | -                  | -           | -           | -           | 19     | 0      |
| 2015-2016             | Sassuolo              | A                     | 9          | 0          | CI              | 1               | 0               | -                  | -                  | -                  | -           | -           | -           | 10     | 0      |
| 2016-2017             | Sassuolo              | A                     | 16         | 0          | CI              | 0               | 0               | UEL                | 5                  | 0                  | -           | -           | -           | 21     | 0      |
| 2017-2018             | Sassuolo              | A                     | 9          | 0          | CI              | 1               | 0               | -                  | -                  | -                  | -           | -           | -           | 10     | 0      |
| Totale Sassuolo       | Totale Sassuolo       | Totale Sassuolo       | 123+2      | 2          |                 | 6               | 0               |                    | 5                  | 0                  |             | -           | -           | 136    | 2      |
| gen.-giu. 2018        | Parma                 | B                     | 19         | 0          | CI              | 0               | 0               | -                  | -                  | -                  | -           | -           | -           | 19     | 0      |
| 2018-2019             | Parma                 | A                     | 20         | 1          | CI              | 0               | 0               | -                  | -                  | -                  | -           | -           | -           | 20     | 1      |
| Totale Parma          | Totale Parma          | Totale Parma          | 39         | 1          |                 | 0               | 0               |                    | -                  | -                  |             | -           | -           | 39     | 1      |
| 2019-2020             | Empoli                | B                     | 10         | 0          | CI              | 0               | 0               | -                  | -                  | -                  | -           | -           | -           | 10     | 0      |
| Totale carriera       | Totale carriera       | Totale carriera       | 328+2      | 5          |                 | 19              | 1               |                    | 5                  | 0                  |             | 2           | 0           | 356    | 6      |

## Palmarès
- Serie C2: 1

Venezia: 2005-2006
- Campionato italiano di Serie B: 1

Sassuolo: 2012-2013